# Milky Way
Mílky Way (укр. Чумацький Шлях) — шоколадний батончик з карамеллю (немає в європейській та австралійської версії, див. нижче) та легкої шоколадної нуги виробництва Mars Inc.

## Американська версія
Американська версія шоколадного батончика Milky Way зроблена з шоколадної нуги, зверху покритої молочним шоколадом (всередині — карамеллю) та є еквівалентом шоколадного батончика Mars.

## Європейська та австралійська версії

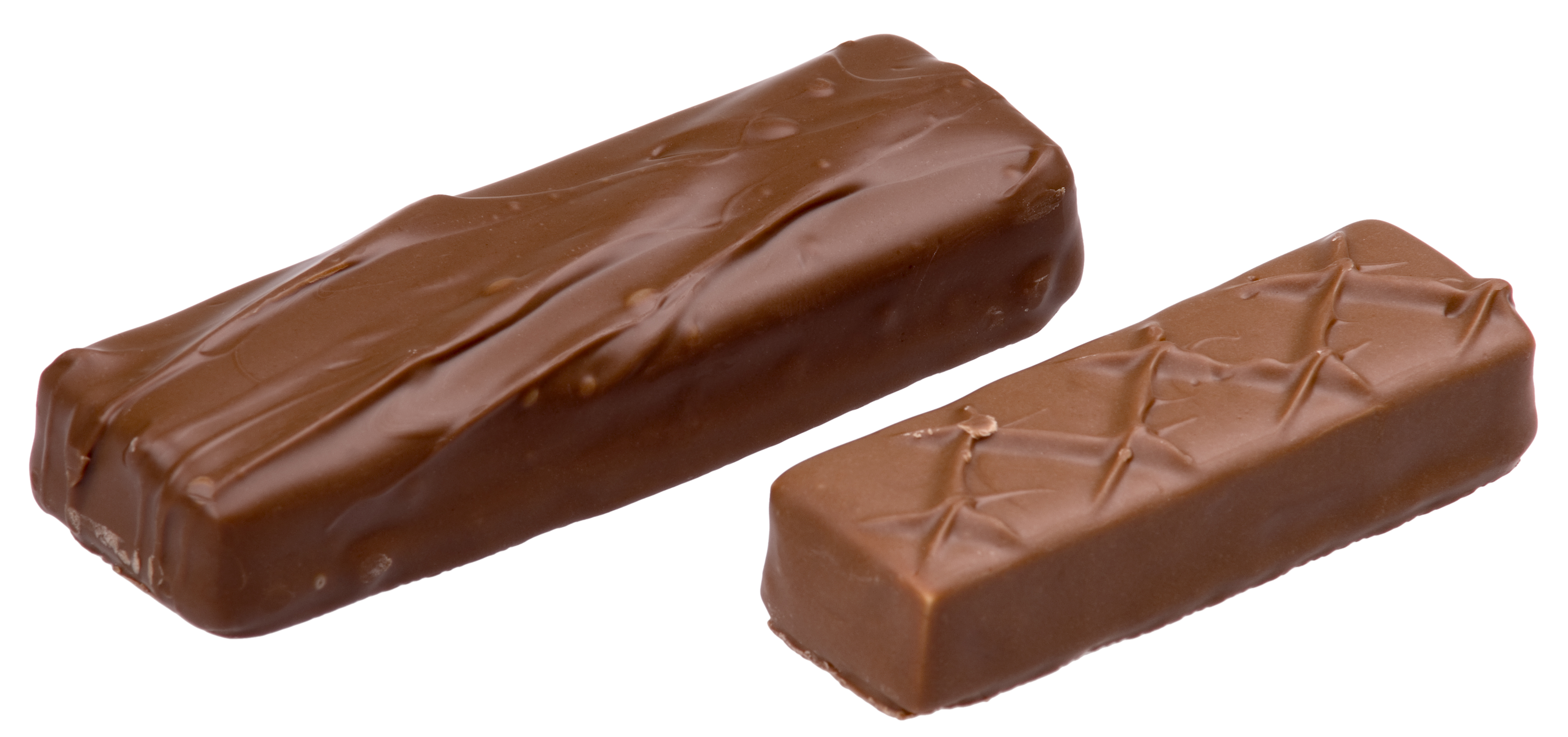
Американська версія (ліворуч) і глобальна версія (праворуч) Milky Way

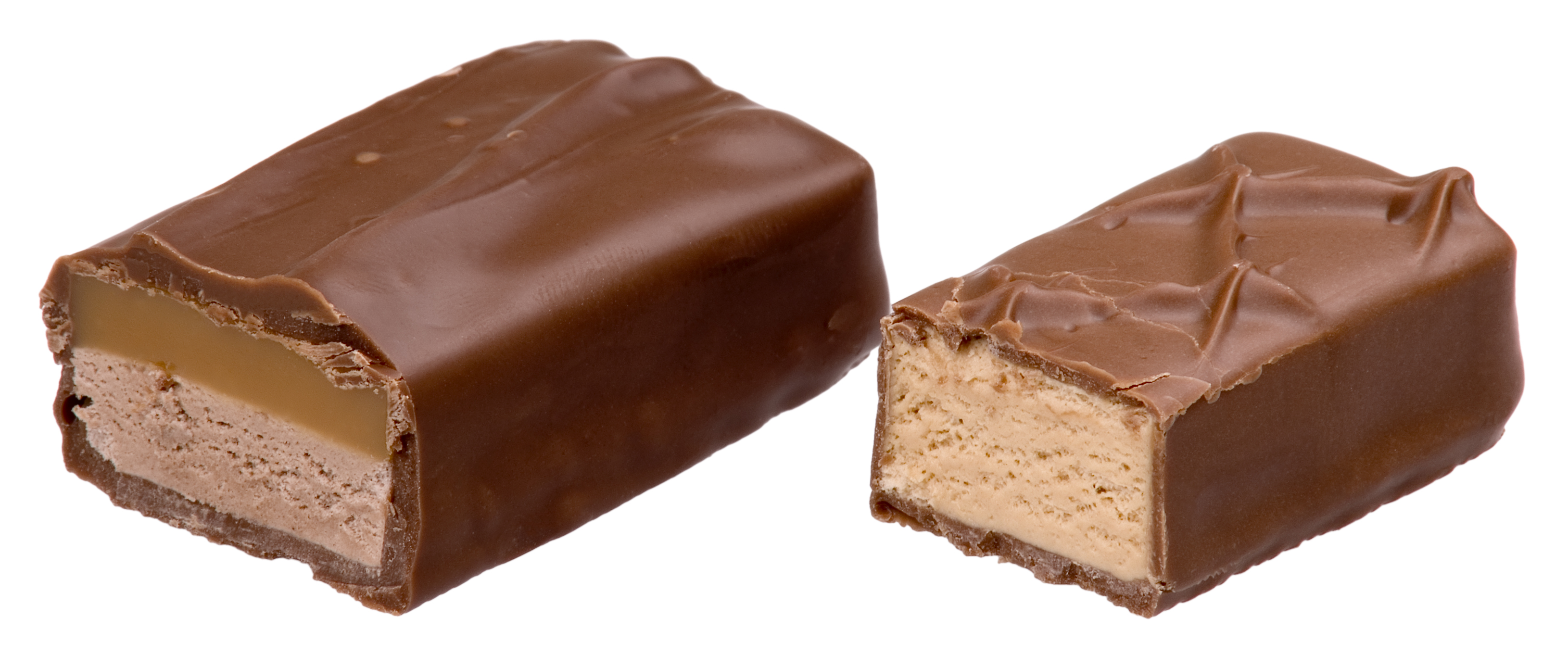
Американська версія (ліворуч) і глобальна версія (праворуч) батончика, видно різну начинку.

Європейська версія шоколадного батончика не покрита карамеллю і є аналогом шоколадного батончика «3 мушкетери». Вона складається з нуги, яка набагато легша, ніж нуга шоколадного батончика Mars. Через низьку щільність (0,88 г/см) Milky Way плаває в молоці без занурення. Цю властивість батончика було використано для рекламної кампанії в Німеччині, Франції, Польщі, Великій Британії, Росії в минулому. Європейська версія шоколадного батончика має ванільний смак, до 1989 року мала шоколадний смак. Австралійська версія шоколадного батончика має шоколадний смак.

## Характеристика
| Milky Way Харчова цінність в 100 г продукту |        |
| --- | ------ |
| Енергетична цінність 450 ккал / 1881 кДж |        |
| \| Білки \| 3,2 \| \| Жири \| 16,3 \| \| насичені \| 9,2 \| \| Вуглеводи \| 72,3 \| \| дисахариди \| 67 \| \| \| \| \| \| \| \| Натрій \| 211 мг \| \| \| \| |        |
| |        |
| Білки | 3,2    |
| Жири | 16,3   |
| насичені | 9,2    |
| Вуглеводи | 72,3   |
| дисахариди | 67     |
| |        |
| |        |
| Натрій | 211 мг |
| |        |

| Milky Way Crispy Rolls Харчова цінність в 100 г продукту                                 |      |
| ---------------------------------------------------------------------------------------- | ---- |
| Енергетична цінність 513 ккал / 2144 кДж                                                 |      |
| \| Білки \| 7,4 \| \| Жири \| 24,2 \| \| Вуглеводи \| 63,5 \| \| \| \| \| \| \| \| \| \| |      |
|                                                                                          |      |
| Білки                                                                                    | 7,4  |
| Жири                                                                                     | 24,2 |
| Вуглеводи                                                                                | 63,5 |
|                                                                                          |      |
|                                                                                          |      |
|                                                                                          |      |

- Термін придатності: близько 8 місяців з дати виготовлення.
- Зберігати при температурі від +5 °C до +22 °C при відносній вологості до 70 %.

### Склад
- Начинка: цукор, глюкозний сироп, пальмова олія, молоко сухе знежирене, ячмінний солодовий екстракт, сіль, сухий яєчний білок, ароматизатор (ванілін);
- Шоколад: цукор, какао-масло, незбиране сухе молоко, какао терте, лактоза, молочний жир, емульгатор (соєвий лецитин), ароматизатор (ванілін), молоко сухе знежирене.

## Асортимент
В Україні, в роздрібній торгівлі, трапляються упаковки батончиків таких видів:
- Milky Way — 26 г (класичний батончик)
- Milky Way Полуничний коктейль — 26 г
- Milky Way Crispy Rolls — 25 г (2 вафельні трубочки по 12,5 г)
- Milky Way 1+1 — 52 г (2 батончики по 26 г)
- Milky Way 5 — 130 г (5 батончиків по 26 г)
- Milky Way minis — 170,5 г (11 батончиків по 15,5 г).

## Milky Way Stars
Також продається продукт, званий як Milky Way Stars, що складається з повітряного шоколаду у формі зірочок. Вони продаються в пакетах по 33 г і призначені головним чином для маленьких дітей.

## Milky Way Чарівна скринька
У середині 1990-х років в Україні з'явився набір «Milky Way Чарівна скринька». Він являв собою картонну коробочку, оформлену в біло-блакитному стилі Milky Way з логотипом компанії «LEGO». Всередині можна було знайти маленький батончик Milky Way та пакетик з деталями та цеглинками конструктора «LEGO», з яких по інструкції можна було зібрати якусь простеньку іграшку. Трохи пізніше відповідно до спогадів тоді ще дітей з'явилися сині, жовті, помаранчеві, рожеві та зелені скриньки, але на вміст це не впливало. У самих скриньках з конструктора можна було скласти птахів, риб і тварин. Пізніше з'явилася друга серія, присвячена транспорту. Вона упаковувалася в блакитні коробочки. Третя серія присвячувалася фермерським тваринам.

## Цікаві факти
- Milky Way — перекладається як Чумацький Шлях з англійської мови.
- На початку 1990-х років у рекламній кампанії батончика на території СНД використовувався слоган «Milky Way — молоко та ніжність», що призвело до появи цілого покоління людей, упевнених, що «молоко та ніжність» — переклад назви батончика російською.
- Найбільш запам'ятовується слоган батончика — «Молоко удвічі смачніше, якщо це — Milky Way».
- У рекламних роликах стверджувалося, що він не тоне в молоці, оскільки сам майже цілком складається з молока.

## Галерея

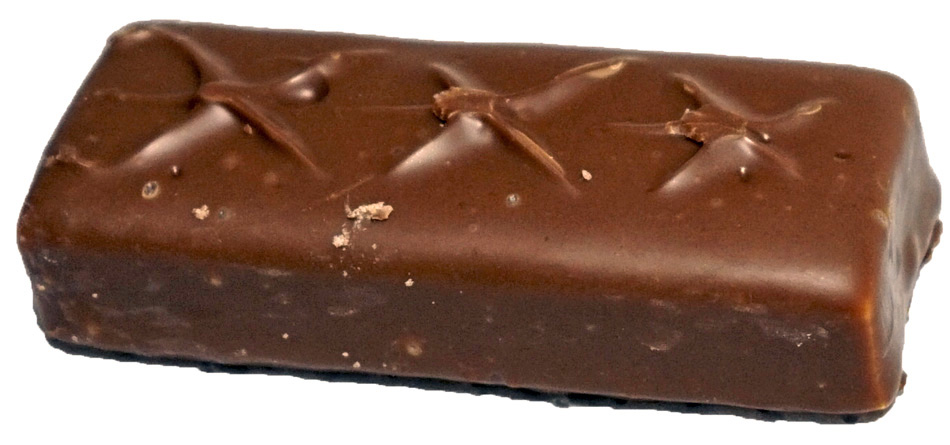
Загальний вид батончика
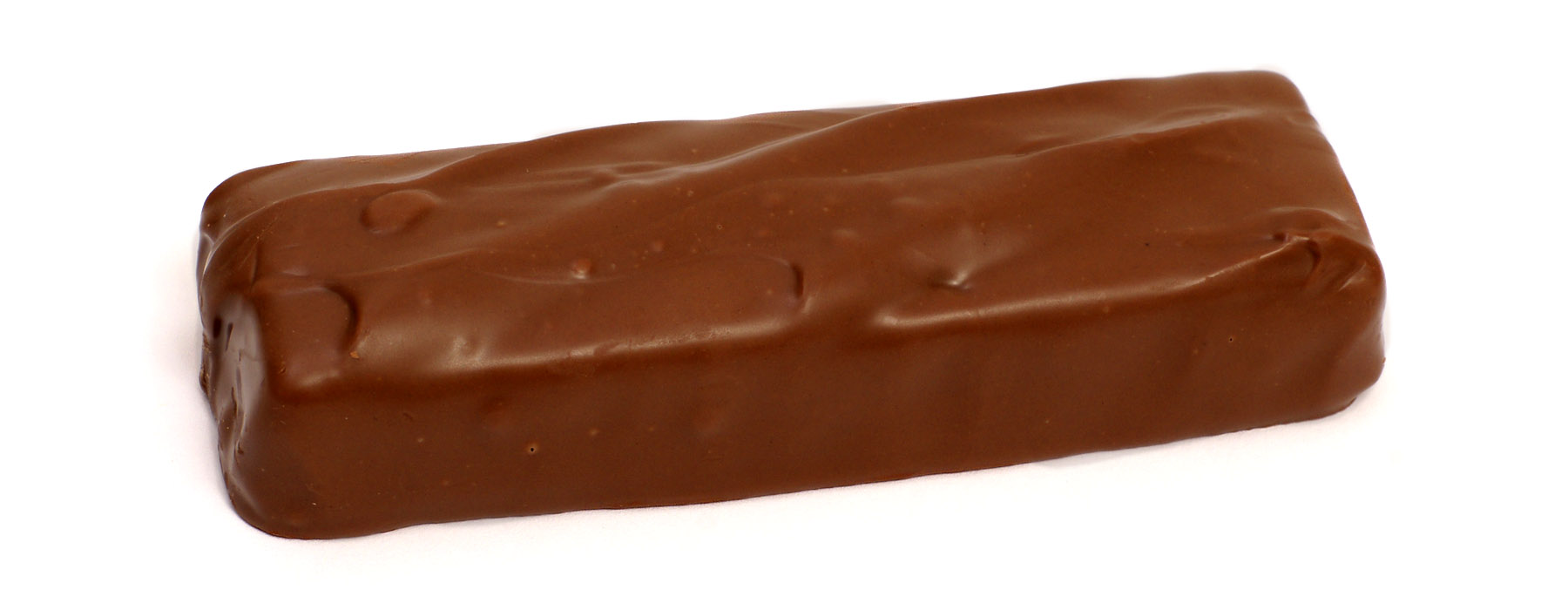
Загальний вид батончика
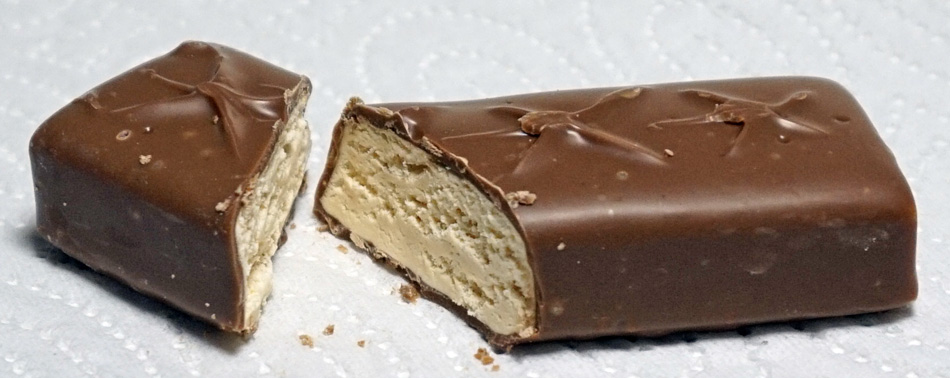
розломлений шоколад